# Floris Goesinnen
Floris Goesinnen (Opperdoes, 30 oktober 1983) is een Nederlands voormalig wielrenner.
Goesinnen werd in 2006 prof bij Skil-Shimano. Hij debuteerde voor die ploeg in de Ronde van Luxemburg, waar hij als 14e eindigde in het eindklassement. Door goede wedstrijden in 2006 kwam hij in beeld bij de Skil-Shimano ploeg waar hij een contract aangeboden kreeg tot eind 2007. Skil-Shimano ontving een wildcard voor de Ronde van Frankrijk 2009, Goesinnen maakte deel uit van de voorselectie. Na het seizoen van 2010 verliet hij Skil-Shimano en ging rijden voor het Australische Drapac.
Goesinnen rondde in 2008 zijn opleiding bewegingswetenschappen af aan Universiteit Maastricht. Hij beëindigde in 2014 zijn wielercarrière.

## Overwinningen
2007
- Nationale Sluitingsprijs

2008
- 1e etappe deel B Brixia Tour (ploegentijdrit)
- 1e etappe Tour de l'Ain
- Bergklassement Eneco Tour

2010
- Bergklassement Driedaagse van De Panne-Koksijde

2011
- 4e etappe Ronde van Taiwan

2012
- 2e etappe Flèche du Sud

## Resultaten in voornaamste wedstrijden
| Jaar | Gent-Wevelgem | Ronde van Vlaanderen | Parijs-Roubaix | Amstel Gold Race | Luik-Bast.‑Luik | Parijs-Tours |
| ---- | ------------- | -------------------- | -------------- | ---------------- | --------------- | ------------ |
| 2006 |               |                      |                |                  |                 | opgave       |
| 2007 | 75e           | 94e                  | 31e            | 114e             |                 | 52e          |
| 2008 | 155e          | 52e                  | 95e            | 127e             | 71e             |              |
| 2009 |               | 105e                 | 82e            | 103e             |                 |              |
| 2010 |               | 69e                  | buit.tijd      | opgave           |                 |              |